# Il était une fois un espion (téléfilm, 1980)
Pour plus de détails, voir Fiche technique et Distribution.
Il était une fois un espion (Once Upon a Spy) est un téléfilm américain d’Ivan Nagy diffusé le 19 septembre 1980 à la télévision sur ABC. Il a été diffusé dans les années 80 sur M6.

## Synopsis
Marcus Valorium, un mégalomane, utilise un laser d'une conception unique pour faire chantage sur le gouvernement américain. Ce dernier a fait voler un ordinateur révolutionnaire à la NASA pour le faire fonctionner plus rapidement. Une organisation secrète demande à Jack Chenault, l'un de ses chercheurs de faire équipe avec l'agent Paige Tannehill pour le retrouver ainsi que son concepteur, le docteur Webster.

## Fiche technique
- Titre original : Once Upon a Spy
- Titre français : Il était une fois un espion
- Réalisation : Ivan Nagy
- Scénario : Jimmy Sangster d'après une histoire de Lemuel Pitkin et Jimmy Sangster
- Direction artistique : Duane Alt
- Costumes : Grady Hunt
- Montage : Bob Fish et William Neel
- Directeur de la photographie : Dennis Dalzell
- Distribution : Gail Melnick
- Musique : John Cacavas
- Producteur : Jay Daniel
- Producteur exécutif : David Gerber
- Producteur associé : Mary Eagle
- Pays d'origine : États-Unis
- Format : Couleurs - 35 mm - 1,33:1 - Son mono
- Genre : Espionnage
- Durée : 91 minutes
- Dates de sortie :
- États-Unis : 19 septembre 1980 (télévision)

## Distribution
- Ted Danson : Jack Chenault
- Mary Louise Weller : Paige Tannehill
- Christopher Lee : Marcus Valorium
- Eleanor Parker : La Dame
- Terry Lester : Rudy
- Leonard Stone : Docteur Webster
- Jo McDonnell : Susan
- Lillian Müller : Christine
- Irena Ferris : Greta
- Burke Byrnes : Burkle
- Gary Dontzig : Klaus
- Bobb Hopkins : Hans

## Sortie DVD
- États-Unis :

Le téléfilm est sorti en Zone 1.
- Once Upon a Spy (DVD Keep Case) sorti le 8 novembre 2013 dans la collection Sony Pictures Choice Collection. Le ratio écran est en 1.33:1 plein écran 4:3 en audio Anglais Mono Stéréo sans sous-titres et sans suppléments. Il s'agit d'une édition Zone 1 NTSC. ASIN B00FNRA6DG